# Martainville (Calvados)
 Martainville  es una población y comuna francesa, situada en la región de Baja Normandía, departamento de Calvados, en el distrito de Caen y cantón de Thury-Harcourt.

## Demografía
| 106 | 94 | 89 | 78 | 96 | 96 |
| Para los censos de 1962 a 1999 la población legal corresponde a la población sin duplicidades (Fuente: INSEE [Consultar]) |    |    |    |    |    |